# Ljutenka
Ljutenka (ukrainisch und russisch Лютенька) ist ein Dorf im Norden der ukrainischen Oblast Poltawa mit etwa 2800 Einwohnern (2021).

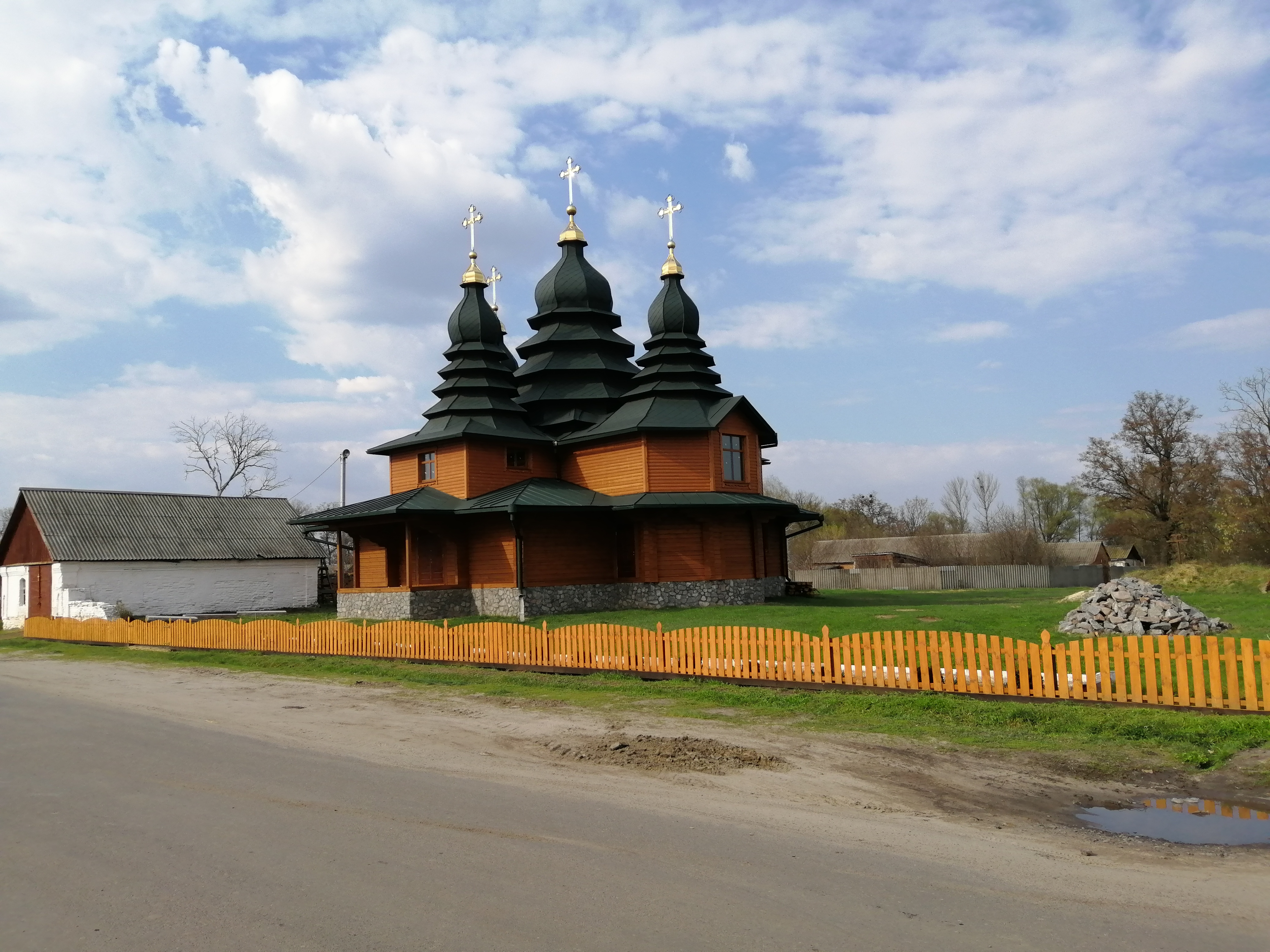
Kirche im Ort

Das am Ende des 16./ Anfang des 17. Jahrhunderts gegründete Dorf  liegt an der Mündung der 32 km langen Ljutenka in den Psel. Das ehemalige Rajonzentrum Hadjatsch liegt 14 km nördlich und das Oblastzentrum Poltawa etwa 120 km südöstlich der Ortschaft. Ins Dorf führt die Territorialstraße T–17–27.

## Verwaltungsgliederung
Am 12. Juni 2020 wurde das Dorf zum Zentrum der neugegründeten Landgemeinde Ljutenka (Лютенська сільська громада/Ljutenska silska hromada). Zu dieser zählen auch die 11 in der untenstehenden Tabelle aufgelisteten Dörfer, bis dahin bildete es zusammen mit dem Dorf Jurjiwka die gleichnamige Landratsgemeinde Ljutenka (Лютенська сільська рада/Ljutenska silska rada) im Südosten des Rajons Hadjatsch.
Am 17. Juli 2020 kam es im Zuge einer großen Rajonsreform zum Anschluss des Rajonsgebietes an den Rajon Myrhorod.
Folgende Orte sind neben dem Hauptort Ljutenka Teil der Gemeinde:
| Name                     | Name          | Name                              |
| ukrainisch transkribiert | ukrainisch    | russisch                          |
| ------------------------ | ------------- | --------------------------------- |
| Hlyboke                  | Глибоке       | Глубокое (Glubokoje)              |
| Jurjiwka                 | Юр'ївка       | Юрьевка (Jurjewka)                |
| Kruhle Osero             | Кругле Озеро  | Круглое Озеро (Krugloje Osero)    |
| Lyssiwka                 | Лисівка       | Лысовка (Lyssowka)                |
| Mala Obuchiwka           | Мала Обухівка | Малая Обуховка (Malaja Obuchowka) |
| Mlyny                    | Млини         | Млыны                             |
| Nowyj Wysselok           | Новий Виселок | Новый Выселок (Nowy Wysselok)     |
| Perewis                  | Перевіз       | Перевоз (Perewos)                 |
| Raschiwka                | Рашівка       | Рашевка (Raschewka)               |
| Soldatowe                | Солдатове     | Солдатово (Soldatowo)             |
| Sosniwka                 | Соснівка      | Сосновка (Sosnowka)               |

## Persönlichkeiten
- Alexander Dmitrijewitsch Sassjadko (1779–1837), Artillerist, Entwickler und Spezialist für Raketengeschosse sowie Generalleutnant der Kaiserlich Russischen Armee kam im Dorf zur Welt.